# Station Bersenbrück
Station Bersenbrück (Bahnhof Bersenbrück) is een spoorwegstation in de Duitse plaats Bersenbrück, in de deelstaat Nedersaksen. Het station ligt aan de spoorlijn Oldenburg - Osnabrück. De spoorlijn naar Ankum wordt tegenwoordig alleen door goederentreinen gebruikt.. Het station telt twee perronsporen. Op het station stoppen alleen treinen van de NordWestBahn.

## Treinverbindingen
De volgende treinserie doet station Bersenbrück aan:
| Serie | Treinsoort                      | Route                                                                                           | Bijzonderheden |
| ----- | ------------------------------- | ----------------------------------------------------------------------------------------------- | -------------- |
| RE 18 | Regional-Express (NordWestBahn) | Wilhelmshaven Hbf – Oldenburg (Oldb) Hbf – Cloppenburg – Bersenbrück – Bramsche – Osnabrück Hbf |                |